# Platypeltella smilacis
Platypeltella smilacis är en svampart som beskrevs av Petr. 1929. Platypeltella smilacis ingår i släktet Platypeltella och familjen Microthyriaceae.   Inga underarter finns listade i Catalogue of Life.